# 川口市立原町小学校
川口市立原町小学校（かわぐちしりつ はらまちしょうがっこう）は、埼玉県川口市飯原町にある公立小学校。通称「原小」（はらしょう）。1959年（昭和34年）に創立された。2019年 原町小学校校長により キャラクターが作られ名前は 「はらまっち｣と命名された

## 沿革
- 1959年（昭和34年）4月1日 - 仲町小、飯仲小より分離開校[1]。

## 教育目標
知徳体の調和がとれた気力あふれる児童の育成

## 具体目標
なかよく・かしこく・たくましく